# Chapois (Belgique)
Pour les articles homonymes, voir Chapois.
Chapois est un hameau belge situé en Wallonie dans la commune de Ciney, section de Leignon.
Chapois est jumelé avec le village français de Chapois dans le département du Jura.
Culte
L'église, dont la nef et le porche sont imposants, était à l'origine un édifice protestant.
Son passage vers le rite catholique lui valut l'ajout d'un clocher qui étonne par sa modicité.
Le clocher fut construit par les habitants du village eux-mêmes quelques années plus tard.